# Andreas Burckhardt (Historiker)
Andreas Burckhardt (* 21. Februar 1936 in Basel; † 1. März 2005 in Bern) war ein Schweizer Historiker und Germanist.

## Leben
Seine Eltern waren der Basler Dichter und Schriftsteller Felix Burckhardt (bekannt unter dem Pseudonym «Blasius») und Esther Burckhardt-Schmid. Andreas Burckhardt studierte Geschichte an der  Universität Basel. 1965 erwarb er das Doktordiplom, danach arbeitete er in Cambridge (Massachusetts) an einem neu gegründeten Institut der Harvard University, um seine Habilitationsschrift vorzubereiten. Dort arbeitete er auch als Assistent von Golo Mann. Gemeinsam mit diesem veröffentlichte er Erinnerungen und Dokumente von Max von Baden.
Nach seiner Rückkehr in die Schweiz arbeitete Andreas Burckhardt von 1971 bis 1975 in der Zentralstelle des Schweizerischen Nationalfonds als wissenschaftlicher Sekretär und erlangte an der Universität Bern seine Habilitation. Von 1975 bis 2000 war er Professor für Geschichte der Frühen Neuzeit an der Universität Genf. Seine Forschungsschwerpunkte galten dem Byzantinischen Reich und der Frühen Neuzeit.
Burckhardt war auch Sammler von Tonträgern, die er der Schweizerischen Nationalphonothek vermachte.

## Privates
Aus seiner Ehe (seit 1962) mit Annamaria Regazzoni stammen vier gemeinsame Töchter. Die Schauspielerin Claudia Rebekka Burckhardt, die Juristin Franziska Spiegel-Burckhardt, die Autorin Renata Burckhardt und die Schauspielerin und Kulturmanagerin Aurelia Burckhardt. 
Die Ehe mit Annamaria Regazzoni wurde 1987 geschieden.

## Schriften
- Hrsg. zusammen mit Golo Mann: Prinz Max von Baden. Erinnerungen und Dokumente. Klett, Stuttgart 1968.
- Johannes Basilius Herold : Kaiser und Reich im protestantischen Schrifttum des Basler Buchdrucks um die Mitte des 16. Jahrhunderts, Helbing & Lichtenhahn, 1967. Diss. phil.-hist. Basel.
- The Study of History in the U.S. and in Switzerland : Some Observations of a Newcomer. Cambridge, 1968.